# Cadre-47/1-Europameisterschaft 1964

Logo CEB (ausrichtender Verband)

Veranstaltungsort: Düren

Die Cadre-47/1-Europameisterschaft 1964 war das achte Turnier in dieser Disziplin des Karambolagebillards und fand vom 9. bis zum 12. April 1964 in Düren statt. Es war die erste Cadre-47/1-Europameisterschaft in Deutschland.

## Geschichte
In einem spannenden Turnier hatten vor der letzten Spielrunde noch fünf Spieler die Möglichkeit den Titel zu gewinnen. Der Kölner Ernst Rudolph war sogar nach der vierten Spielrunde als einziger noch ungeschlagen. Wie so oft setzten sich am Ende aber doch wieder die starken Belgier und Niederländer durch. Antoine Schrauwen gewann durch seinen besseren GD vor  Henk Scholte und Clément van Hassel. Alle drei hatten 10:4 Matchpunkte. 

## Turniermodus
Es wurde im Round Robin System bis 300 Punkte gespielt. Bei MP-Gleichstand wird in folgender Reihenfolge gewertet:
1. MP = Matchpunkte
2. GD = Generaldurchschnitt
3. HS = Höchstserie

## Abschlusstabelle

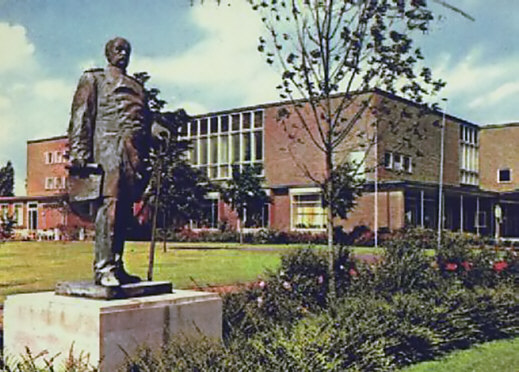
Stadthalle (Düren)

| MP    | Match Points (Sieger = 2; Unentschieden = 1; Verlierer = 0) |
| Pkte. | Erzielte Karambolagen                                       |
| Aufn. | Benötigte Versuche                                          |
| GD    | Generaldurchschnitt                                         |
| BED   | Bester Einzeldurchschnitt eines Spielers                    |
| HS    | Höchstserie                                                 |
|       | Bester GD des Turniers                                      |
|       | Bester ED des Turniers                                      |
|       | Beste HS des Turniers                                       |
|       | 1. Platz (Gold)                                             |
|       | 2. Platz (Silber)                                           |
|       | 3. Platz (Bronze)                                           |

| Platz                      | Name                | MP   | Pkte. | Aufn. | GD    | BED   | HS  |
| -------------------------- | ------------------- | ---- | ----- | ----- | ----- | ----- | --- |
| 1                          | Antoine Schrauwen   | 10:4 | 1935  | 119   | 16,26 | 33,33 | 140 |
| 2                          | Henk Scholte        | 10:4 | 2002  | 126   | 15,88 | 60,00 | 127 |
| 3                          | Clément van Hassel  | 10:4 | 2068  | 144   | 14,36 | 25,00 | 184 |
| 4                          | Siegfried Spielmann | 8:6  | 1989  | 152   | 13,08 | 20,00 | 114 |
| 5                          | Ernst Rudolph       | 8:6  | 1588  | 137   | 11,59 | 21,42 | 80  |
| 6                          | Jean Galmiche       | 6:8  | 1478  | 164   | 9,01  | 21,42 | 95  |
| 7                          | Lambert van Leur    | 2:12 | 1467  | 168   | 8,73  | 10,00 | 70  |
| 8                          | Ramon Aguilera      | 0:14 | 1143  | 168   | 6,80  | 8,33  | 44  |
| Turnierdurchschnitt: 11,60 |                     |      |       |       |       |       |     |